# BCC Lions FC
Benue Cement Co. Lions Football Club w skrócie BCC Lions FC – nigeryjski klub piłkarski grający niegdyś w pierwszej lidze nigeryjskiej, mający siedzibę w mieście Gboko.
Największym sukcesem w historii klubu jest zdobycie Pucharu Zdobywców Pucharów po remisie 1:1 i zwycięstwie 3:0 and Club Africain (Tunezja).

## Sukcesy
- Premier League[1]:
  - mistrzostwo (1): 1994.

- Puchar Nigerii[2]:
  - zwycięstwo (4): 1989, 1993, 1994, 1997.

- Puchar Zdobywców Pucharów[3]:
  - zwycięstwo (1): 1990.
  - finał (1): 1991.

## Występy w afrykańskich pucharach
| Sezon | Rozgrywki                 | Runda       | Kraj              | Klub                       | Dom | Wyjazd | Dwumecz      |
| ----- | ------------------------- | ----------- | ----------------- | -------------------------- | --- | ------ | ------------ |
| 1990  | Puchar Zdobywców Pucharów | 1           | Togo              | Entente II                 | 1–0 | 1–1    | 2–1          |
| 1990  | Puchar Zdobywców Pucharów | 2           |                   | CSMD Diables Noirs         | 3–0 | 0–2    | 3–2          |
| 1990  | Puchar Zdobywców Pucharów | ćwierćfinał | Senegal           | US Ouakam                  | 3–1 | 1–0    | 4–1          |
| 1990  | Puchar Zdobywców Pucharów | półfinał    | Mozambik          | Grupo Desportivo de Maputo | 6–1 | 1–2    | 7–3          |
| 1990  | Puchar Zdobywców Pucharów | finał       | Tunezja           | Club Africain              | 3–0 | 1–1    | 4–1          |
| 1991  | Puchar Zdobywców Pucharów | 1           | Benin             | AS Dragons FC de l’Ouémé   | 3–0 | 0–2    | 3–2          |
| 1991  | Puchar Zdobywców Pucharów | 2           |                   | Al-Madina SC               | 2–0 | 0–0    | 2–0          |
| 1991  | Puchar Zdobywców Pucharów | ćwierćfinał | Zimbabwe          | Dynamos FC                 | 3–0 | 1–1    | 4–1          |
| 1991  | Puchar Zdobywców Pucharów | półfinał    | Algieria          | ES Sétif                   | 1–0 | 1–1    | 2–1          |
| 1991  | Puchar Zdobywców Pucharów | finał       | Zambia            | Power Dynamos FC           | 3–2 | 1–3    | 4–5          |
| 1994  | Puchar Zdobywców Pucharów | 1           | Burkina Faso      | ASF Bobo-Dioulasso         | 2–1 | 0–0    | 2–1          |
| 1994  | Puchar Zdobywców Pucharów | 2           | Algieria          | NA Hussein Dey             | 2–0 | 2–0    | 4–0          |
| 1994  | Puchar Zdobywców Pucharów | ćwierćfinał | Zair              | DC Motema Pembe            | 2–1 | 2–4    | 4–5          |
| 1995  | Puchar Mistrzów           | 1           | Togo              | AC Semassi FC              | 1–0 | 1–0    | 2–0          |
| 1995  | Puchar Mistrzów           | 2           | Południowa Afryka | Orlando Pirates            | 1–1 | 0–1    | 1–2          |
| 1998  | Puchar Zdobywców Pucharów | 1           | Benin             | AS Dragons FC de l’Ouémé   | 3–0 | 0–3    | 3–3 (k. 3–4) |

## Stadion
Domowe mecze klub rozgrywa na stadionie o nazwie J. S. Tarka Stadium w Gboko, który może pomieścić 15000 widzów.